# Vitalij Galkov
Vitalij Aleksandrovič Galkov (in russo Виталий Александрович Галков?; 26 maggio 1939 – 7 aprile 1998) è stato un canoista sovietico, dal 1991 russo.

## Palmarès

### Olimpiadi
- 1 medaglia:
  - 1 bronzo (Città del Messico 1968 nel C-1 1000 m)

### Mondiali
- 1 medaglia:
  - 1 argento (Jajce 1963 nel C-2 1000 m)